# Joanne van Lieshout
Joanne van Lieshout (* 8. November 2002 in Someren) ist eine niederländische Judoka. Sie war Weltmeisterschaftsdritte 2023, Europameisterschaftszweite 2024 und Weltmeisterin 2024 im Halbmittelgewicht, der Gewichtsklasse bis 63 Kilogramm.

## Sportliche Karriere
2018 war Joanne van Lieshout Dritte der Kadetteneuropameisterschaften in der Gewichtsklasse bis 57 Kilogramm. Danach wechselte sie ins Halbmittelgewicht. Im November 2020 wurde sie Dritte der Junioreneuropameisterschaften und gewann bei den U23-Europameisterschaften. 2021 wurde sie erneut Dritte der Junioreneuropameisterschaften und gewann dann bei den Juniorenweltmeisterschaften in Olbia. Ein Jahr später verteidigte sie ihren Titel bei den Juniorenweltmeisterschaften in Guayaquil.
Im Oktober 2022 erreichte Joanne van Lieshout erstmals einen Podiumsplatz bei einem Grand-Slam-Turnier, als sie Dritte des Turniers in Abu Dhabi wurde. Bei den Weltmeisterschaften 2023 in Doha besiegte van Lieshout im Viertelfinale die Ungarin Szofi Özbas und unterlag im Halbfinale der Slowenin Andreja Leški. Mit einem Sieg über die Mexikanerin Prisca Awiti sicherte sich die Niederländerin eine Bronzemedaille. Bei den Europameisterschaften 2024 in Zagreb gewann sie im Halbfinale über die Kroatin Katarina Kristo, im Finale unterlag sie der Tschechin Renata Zachová. Einen Monat später bei den Weltmeisterschaften in Abu Dhabi bezwang sie im Halbfinale die Kanadierin Catherine Beauchemin-Pinard. Ihren bis dahin größten Erfolg erkämpfte sie mit einem Finalsieg über die Polin Angelika Szymańska. Bei den Olympischen Spielen 2024 in Paris schied Joanne van Lieshout im Achtelfinale gegen die Südkoreanerin Kim Ji-su aus.